# مهمل

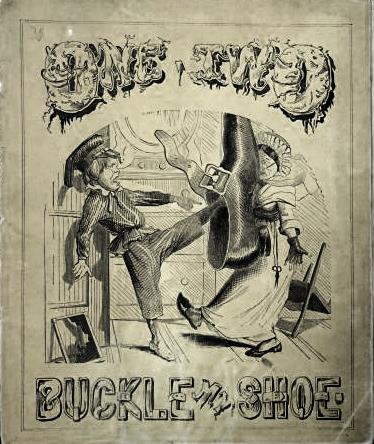
مهمل یا یاوه

مهمل یا یاوه یا دری‌وری یا بی‌معنی (به انگلیسی: nonsense) به معنی هر گونه لفظ فاقد معنای منسجم است. بسیاری از شاعران و نویسندگان در آثار خود از الفاظ بی‌معنی استفاده کرده‌اند.

## فلسفه زبان
در فلسفه زبان، تعیین گزاره‌های مهمل از مهم‌ترین مسائل است. مثلاً در پوزیتیویسم منطقی، گزاره‌های متافیزیکی مهمل شمرده می‌شوند و فقط علم واجد معنی است.
سخن بی ارزش
سخن بیهوده